# Monica Bellucci
Monica Anna Maria Bellucci (Città di Castello, Umbria, 1964. szeptember 30. –) olasz színésznő, modell.

## Fiatalkora
Monica Bellucci a közép-olaszországi Città di Castellóban született. Nagyon jól tanult, jogi tanulmányokba kezdett, mert ügyvéd szeretett volna lenni. Azért járt el modellkedni, hogy ki tudja fizetni a tandíját a Perugiai Egyetemen. A modellkedéssel keresett nagy jövedelem és az utazások megváltoztatták elképzeléseit a jövőjéről, és abbahagyta a jogtudományi szakot. 1988-ban Milánóba költözött. Az Elite modellügynökséggel aláírt szerződéssel a zsebében rögtön népszerűvé vált.

## Pályafutása
1989-ben Párizsban és New Yorkban is híres lett. A Dolce & Gabbana és a francia Elle Magazin címlapjain szerepelt. Színésznő szeretett volna lenni, ezért abba a színiiskolába járt, amely a modellek között nagyon népszerű volt; Laetitia Casta, James King és Ines Sastre is tanult itt. 
1990-ben a televízióban mutatkozott be a Vita coi figli, majd a Brigantik című filmekben. 1991-ben a La Riffa című filmben Francesca szerepét játszotta, majd Drakula gróf feleségét alakította az 1992-es Drakula című filmben. Olyan sikeres lett, hogy ezután már válogathatott a filmszerepekben. 1996-ban César-díjat nyert a Szerelmi fészekben nyújtott alakításáért. Ezt követően több olasz és francia filmben is feltűnt.
A nemzetközi áttörést a 2000-ben bemutatott Maléna hozta meg számára. Az Giuseppe Tornatore által rendezett dráma hatalmas siker lett. 2001-ben A farkasok szövetsége című filmben, 2002-ben a Visszafordíthatatlan című thrillerben szerepelt akkori férje, Vincent Cassel oldalán. 2003-ban a Mátrix – Újratöltve és a Mátrix – Forradalmak filmekben Persephone szerepében tűnt fel. Ezeket több mérsékeltebb sikerű film követte, mint A Nap könnyei Bruce Willis mellett vagy a Kémek között. 2004-ben Mel Gibson őt kérte fel nagyszabású filmje, A passió egyik főszerepére. A Jézus utolsó óráit feldolgozó, nézettségi és bevételi rekordokat döntő filmben Mária Magdolna szerepét játszotta. A passió sikere után a Grimm című fantasy-kalandfilmben szerepelt Matt Damon oldalán. 2007-ben tért vissza Amerikába, Clive Owen partnereként szerepelt a Golyózápor című akciófilmben. Ezután családalapítási vágyai miatt egy időre felhagyott a filmezéssel. 2009-ben tért vissza a filmvászonra a Ne nézz vissza! és Pippa Lee négy élete című művekben. 2010-ben ismét gyermekáldás elé nézett és csupán egy filmben tűnt fel, a Nicolas Cage főszereplésével készült A varázslótanonc című fantasyfilmben.

## Magánélete
1990-től, huszonöt éves korától körülbelül fél évig Claudio Basso olasz fotós volt a férje. 
1996-ban a Szerelmi fészek forgatásán ismerte meg Vincent Cassel francia színészt. Házasságukból két kislány született: Deva (2004) és Léonie (2010). A színésznő 2013 augusztusában jelentette be, hogy 14 év házasság után elválik férjétől. Azt már korábban bevallották, hogy nyílt házasságban élnek, ahogy Bellucci fogalmazott, nem várhatta el a férjétől a hűséget úgy, hogy olykor hónapokra külön voltak a forgatások miatt.
Az agnoszticizmus hívének vallja magát. 

## Filmográfia

### Film
| Év   | Cím                                          | Eredeti cím                             | Szerep                   | Magyar Hang        | Rendezők                            |
| ---- | -------------------------------------------- | --------------------------------------- | ------------------------ | ------------------ | ----------------------------------- |
| 1990 | Egyedül a gyermekeimmel                      | Vita coi figli,                         | Elda                     |                    | Dino Risi                           |
| 1991 |                                              | La Riffa                                |                          |                    | Francesco Laudadio                  |
| 1992 | Drakula                                      | Dracula                                 | Drakula menyasszonya     |                    | Francis Ford Coppola                |
| 1992 | Húzd meg, ereszd meg!                        | Ostinato destino                        | Marina/Angela            | Fehér Anna         | Gianfranco Albano                   |
| 1993 |                                              | Briganti: Amore e libertá               | Constanza                |                    | Marco Modugno                       |
| 1995 | József                                       | Joseph                                  | a fáraó felesége         | Zakariás Éva       | Roger Young                         |
| 1995 | Hógolyó                                      | Palla di neve                           | Melina                   | Götz Anna          | Maurizio Nichetti                   |
| 1995 | Hógolyó                                      | Palla di neve                           | Melina                   | Madarász Éva       | Maurizio Nichetti                   |
| 1996 | Kék égbolt                                   | Il cielo e sempre piu blu               |                          |                    | Antonello Grimaldi                  |
| 1996 | Szerelmi fészek                              | L' appartement                          | Lisa                     | Gubás Gabi         | Gilles Mimouni                      |
| 1997 | Mennyire kívánsz?                            | Come mi vuoi                            | Nellina                  |                    | Carmine Amoroso                     |
| 1997 | Dobermann                                    | Le Dobermann                            | Nat, a cigánylány        |                    | Jan Kounen                          |
| 1998 | Az utolsó szilveszter                        | L' ultimo capodanno                     | Giulia                   | Kisfalvi Krisztina | Marco Risi                          |
| 1999 | Mint hal a vízből                            | Comme un poisson hors de l'eau          | Myrtille                 | Kökényessy Ági     | Hervé Hadmar                        |
| 1999 | Méditerranées                                | Unruly                                  | Marguerite No 1          |                    | Philippe Bérenger                   |
| 2000 | Meggyanúsítva                                | Under Suspicion                         | Chantal Hearst           | Balogh Erika       | Stephen Hopkins                     |
| 2000 | Maléna                                       | Malena                                  | Malena Scordia           | Tóth Enikő         | Giuseppe Tornatore                  |
| 2001 | Farkasok szövetsége                          | Le pacte des loups                      | Sylvia                   | Létay Dóra         | Christophe Gans                     |
| 2002 | Visszafordíthatatlan                         | Irréversible                            | Alex                     | Tóth Ildikó        | Gaspar Noé                          |
| 2002 | Asterix és Obelix: A Kleopátra-küldetés      | Astérix & Obélix: Mission Cléopâtre     | Kleopátra                | Kováts Adél        | Alain Chabat                        |
| 2003 | A Nap könnyei                                | Tears of the Sun                        | Dr. Lena Fiore Kendricks | Kováts Adél        | Antoine Fuqua                       |
| 2003 | Mátrix – Újratöltve                          | The Matrix Reloaded                     | Persefone                | Létay Dóra         | Wachowski testvérek                 |
| 2003 | Mátrix – Forradalmak                         | The Matrix Revolutions                  | Persefone                | Létay Dóra         | Wachowski testvérek (2)             |
| 2004 | Kémek között                                 | Agents secrets                          | Barbara / Lisa           | Kéri Kitty         | Frédéric Schoendoerffer             |
| 2004 | Utál a csaj                                  | She Hate(s) Me                          | Simona Bonasera          | Tóth Enikő         | Spike Lee                           |
| 2004 | A passió                                     | The Passion of the Christ               | Mária Magdolna           |                    | Mel Gibson                          |
| 2005 | Grimm                                        | The Brothers Grimm                      | Tükör Királynő           | Mics Ildikó        | Terry Gilliam                       |
| 2005 | Eladó a szerelem                             | Combien tu m'aimes?                     | Daniela                  | Tóth Enikő         | Bertrand Blier                      |
| 2006 |                                              | Sheitan                                 | vámpírnő                 |                    | Kim Chapiron                        |
| 2006 | A Sziklatanács titka                         | Le concile de pierre                    | Laura Siprien            | Tóth Enikő         | Guillaume Nicloux                   |
| 2007 | A szerelem kézikönyve 2. (további fejezetek) | Manual of Love 2                        | Lucia                    | Tóth Enikő         | Giovanni Veronesi                   |
| 2007 | Második nekifutás                            | Le Deuxieme souffle                     | Simona - dite 'Manouche' | Kéri Kitty         | Alain Corneau                       |
| 2007 | Golyózápor                                   | Shoot ’Em Up                            | Donna Quintano           | Létay Dóra         | Michael Davis                       |
| 2008 | A férfi, aki szeret                          | l' uomo che ama                         | Alba                     |                    | Maria Sole Tognazzi                 |
| 2009 | Ne nézz vissza!                              | Ne te retourne pas                      | Jeanne / Rosa Maria      | Tóth Enikő         | Marina de Van                       |
| 2009 | Pippa Lee négy élete                         | The Private Lives of Pippa Lee          | Gigi Lee                 | Pikali Gerda       | Rebecca Miller                      |
| 2010 | A varázslótanonc                             | The Sorcerer’s Apprentice               | Veronica                 | Németh Borbála     | Jon Turteltaub                      |
| 2011 | A szerelem kézikönyve 3.                     | The Ages of Love                        | Viola                    | Tóth Enikő         | Giovanni Veronesi (2)               |
| 2011 |                                              | Un été brûlant                          | Angéle                   |                    | Philippe Garrel                     |
| 2012 |                                              | Rhino Season                            | Mina                     |                    | Bahman Ghobadi                      |
| 2013 | Saint-Tropezban történt                      | Des Gens Qui S'embrassent               | Giovanna                 | Makay Andrea       | Danièle Thompson                    |
| 2014 | Csodák                                       | The Wonders                             | Milly Catena             |                    | Alice Rohrwacher                    |
| 2015 |                                              | Ville-Marie                             | Sophie Bernard           |                    | Guy Édoin                           |
| 2015 | Spectre – A Fantom visszatér                 | James Bond: Spectre                     | Lucia Sciarra            | Tóth Enikő         | Sam Mendes                          |
| 2016 | Tejben, vajban, szerelemben                  | On the Milky Road                       | Nevesta                  | Tóth Enikő         | Emir Kusturica                      |
| 2018 | Nekromancer                                  | Nekrotonic                              | Finnegan                 | Tóth Enikő         | Kiah Roache-Turner                  |
| 2019 |                                              | Les plus belles années d’une vie        | Elena                    |                    | Claude Lelouch                      |
| 2019 |                                              | Spider in the Web                       | Angela                   |                    | Eran Riklis                         |
| 2020 | A férfi, aki vásárra vitte a bőrét           | The Man Who Sold His Skin               | Soraya Waldy             | Tóth Enikő         | Kaouther Ben Hania                  |
| 2021 |                                              | The Girl in the Fountain                |                          |                    | Antongiulio Panizzi                 |
| 2021 | Szexfantáziák                                | les fantasmes                           | Sabrina                  | Tóth Enikő         | Stéphane Foenkinos, David Foenkinos |
| 2021 | Mátrix Feltámadások                          | The Matrix Resurrections                |                          |                    | Wachowski testvérek (3)             |
| 2021 |                                              | La Befana vien di notte 2               | Dolores                  |                    | Paola Randi                         |
| 2021 |                                              | Diabolik                                |                          |                    | Antonio Manetti, Marco Manetti      |
| 2022 | Gyilkos memória                              | Memory                                  | Davana Sealman           | Tóth Enikő         | Martin Campbell                     |
| 2022 |                                              | Dry                                     |                          |                    | Paolo Virzì                         |
| 2022 |                                              | Diabolik - Ginko Attacks!               | Althea                   |                    | Antonio Manetti Marco Manetti (2)   |
| 2023 | Maffiamama                                   | Mafia Mamma                             | Bianca                   |                    | Catherine Hardwicke                 |
| 2024 |                                              | The Passion of the Christ: Resurrection | Mária Magdolna           |                    | Mel Gibson (2)                      |
| 2024 | Beetlejuice Beetlejuice                      | Beetlejuice Beetlejuice                 | Delores LaVerge          | Létay Dóra         | Tim Burton                          |
| 2024 | Párizsi pillanatok                           | Paradis Paris                           | Giovanna Bianchi         |                    | Marjane Satrapi                     |

### Televízió

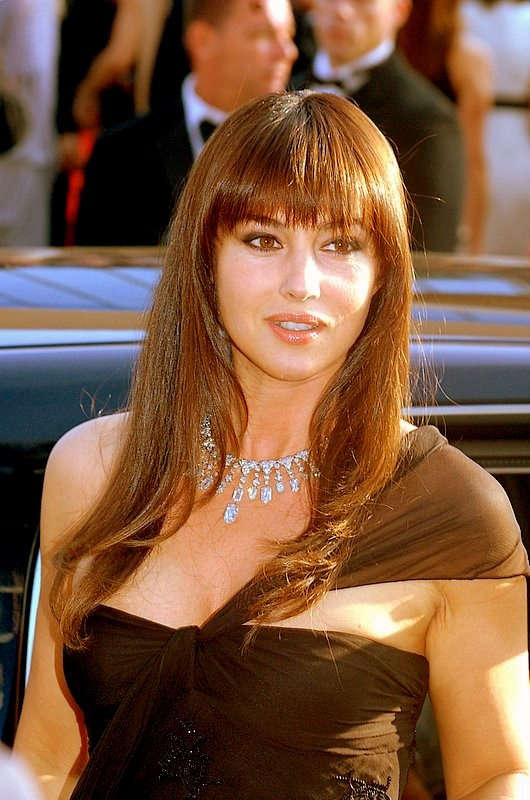
A 2006-os cannes-i fesztiválon

| Év        | Magyar cím              | Eredeti cím                            | Szerep                    | Megjegyzések |
| --------- | ----------------------- | -------------------------------------- | ------------------------- | ------------ |
| 1996      | Az álomherceg legendája | Sorellina e il principe del sogno.     |                           | 1 epizód     |
| 2000      |                         | Franck Spadone                         | Laura                     | tévéfilm     |
| 2001      |                         | Uno sconosciuto nel mio letto          |                           | tévéfilm     |
| 2003      |                         | Remember Me, My Love (Ricordati di me) | Alessia                   | tévéfilm     |
| 2005      | A Szerelem kézikönyve   | Manual of Love                         | önmaga                    | tévéfilm     |
| 2006      | Napóleon                | N (Io e Napoleone)                     | Baronessa Emilia Speziali | tévéfilm     |
| 2006      |                         | A Good Holiday                         |                           | tévéfilm     |
| 2007      |                         | Heartango                              | L'inafferrabile           | tévéfilm     |
| 2008      | Sanguepazzo             | Wild Blood                             | Luisa Ferida              | tévéfilm     |
| 2009      | Baaria                  | Baarìa                                 | Bricklayer's girlfriend   | tévéfilm     |
| 2010      |                         | The Whistleblower                      | Laura Leviani             | tévéfilm     |
| 2014-2018 | Mozart a dzsungelben    | Mozart in the Jungle                   | Alessandra                | 1 epizód     |
| 2015      |                         | Call My Agent!                         |                           | 1 epizód     |